# Lake Placid vs. Anaconda
Série Lake Placid
Lake Placid: The Final Chapter
(2012) Lake Placid: Legacy
(2018)
Série Anaconda
Anacondas 4 : La Piste du sang
(2009) Anaconda
(2025)
Pour plus de détails, voir Fiche technique et Distribution.
Lake Placid vs. Anaconda est un téléfilm horrifique américain réalisé par A. B. Stone et diffusé en 2015. Il s'agit d'un crossover entre les deux franchises horrifiques Lake Placid et Anaconda.

## Synopsis
Un combat sans merci entre Crocodile Géant et Serpent Géant.

## Fiche technique
- Titre original et français : Lake Placid vs. Anaconda
- Réalisation : A. B. Stone
- Scénario : Berkeley Anderson
- Décors : Orlin Dimitrov
- Costumes : Olga Mekikchieva
- Montage : Cameron Hallenbeck
- Musique : Claude Foisy
- Production : Jeffrey Beach et Phillip Roth

Production déléguée : Cherise Honey
- Société de production : Destination Films
- Pays d'origine :  États-Unis
- Genre : horreur
- Durée : 92 minutes
- Dates de sortie :

États-Unis : 25 avril 2015 (première diffusion TV)
France : 31 mars 2017
- interdit aux moins de 12 ans

## Distribution
- Corin Nemec : Will "Tully" Tull
- Yancy Butler : Reba
- Skye Lourie : Bethany Tull
- Robert Englund : Jim Bickerman
- Annabel Wright (de) : Sarah Murdoch
- Oliver Walker : le député Ferguson
- Laura Dale : Tiffani
- Ali Eagle : Margo
- Georgina Philipps : Jennifer
- Heather Gilbert : Jane
- Jenny May Darcy : Melissa
- Nigel Barber : le maire
- Kalina Stoimenova : Megan
- Carolina Bratanova : Heather
- Sophia Lorenti : Amber
- Vanessa Dimitrova : Cassie
- Deni Tsvetkova : Angela
- Luke Dinchev : Andrew
- Anton Poriazov : Brett
- David Roth : Earl
- Adara Stone : Margi
- Derek Morse : Bartender
- Velislav Pavlov : un scientifique
- Nikolay Bakalov : un scientifique
- Jason Small : le légiste
- Isaac Haig : Jason
- Natasha Jane Pyne : Daphné
- Stephen Billington : Beach (non crédité)